# Ontologie (philosophie)
Pour les articles homonymes, voir Ontologie.
L'ontologie est une branche de la philosophie et plus spécifiquement de la métaphysique qui, dans son sens le plus général, s'interroge sur la signification du mot « être ». « Qu'est-ce que l'être ? » est une question considérée comme inaugurale, c'est-à-dire première dans le temps et première dans l'ordre de la connaissance. Elle est celle des premiers penseurs de la Grèce antique, tels Parménide et Platon. Elle déborde très largement le strict cadre de la métaphysique qui, née chez Aristote, étudie les différentes modalités et propriétés de l'être (ne posant déjà plus de problème en soi), avec quoi on a tendance à la confondre. Il faut également distinguer l'ontologie en tant que telle de l'ousiologie, laquelle est la science de l'être entendu en tant qu'essence.
Le terme « ontologie », comme celui de métaphysique dans sa signification moderne, n'apparaît que bien plus tard, au début du XVIIe siècle, où il prend le sens de « philosophie de l'être », mais aussi de « science première ». À suivre Aristote, « Il y a une science qui étudie l'être en tant qu'être, et les attributs qui lui appartiennent essentiellement. Elle ne se confond avec aucune de ces sciences particulières, car aucune de ces autres sciences dites particulières ne considère en général l'Être en tant qu'être, mais découpant une certaine partie de l'Être c'est seulement de cette partie qu'elles étudient l'attribut ».
À partir de cette définition, « la tradition a parfois compris cette ontologie aristotélicienne comme désignant à la fois une métaphysique générale ou des premiers principes, chargés du discours sur l'être, et une métaphysique spéciale qui traite de l'âme, du monde et de Dieu ». Selon Heidegger, ce dont traitent Aristote et ses successeurs, c'est moins de la « question de l'être » en tant que telle, qui demeurera fixée pour lui et ses successeurs dans la métaphysique, que des multiples significations de l'être — l'être entendu comme étant, les catégories, l'être comme vrai, l'être par soi, le devenir — selon les distinctions repérées par Franz Brentano,.
La « scolastique » reprendra cette doctrine en réinterprétant à son tour la « question de l'être » comme métaphysique générale, c'est-à-dire comme science des premiers principes, appelés aussi « transcendantaux » au sens où ils renvoient aux déterminations communes à tous les êtres. À cette métaphysique générale, on opposera la métaphysique spéciale ou « théologie », traitant de la question de Dieu.

## Brève histoire de l'ontologie

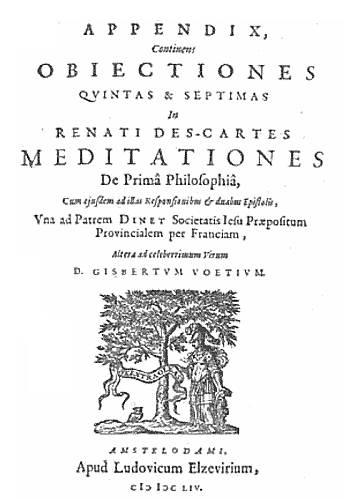
Meditationes.

On a coutume de présenter la naissance de la philosophie et les premières interrogations sur l'être à partir des questions que les hommes se posaient à propos de leur entourage physique. Thalès par exemple, pose comme principe de toutes choses un élément matériel, l'eau. C'est à savoir de quoi les choses sont faites que la pensée s'est attelée selon diverses approches, que l'on regroupe avant Platon en de multiples écoles :
- l'école pythagoricienne place l'origine « dans une substance primitive dont tout est sorti comme les nombres sortent de l'unité »[5] ;
- l'école éléatique avec Parménide et Zénon d'Élée pose comme vérité première le fait que ce qui est, l'être, est, et qu'il est sans négation et sans altération. Seule la doxa, l'opinion changeante ou confuse, qui nous écarte de la vérité, nous fait croire à ce qui change et donc à ce qui n'est pas. Les Éléates en vinrent à nier toute réalité matérielle, toute variété, et à ne plus admettre que l'unité absolue.

À l'opposé, Héraclite d'Éphèse soutient « que rien dans le monde ne subsiste un instant identique à soi-même. Tout change sans cesse, passant d'un contraire à l'autre, et la seule chose qui soit immuable c'est la loi de cette éternelle métamorphose. » Mais, de plus, chaque chose contient en elle-même ce qui la nie.
C'est contre la thèse éléatique que Platon pose, dans le Sophiste, le problème du « non-être »,. L'être n'est pas un et unique, et les grands genres de l'être doivent aussi inclure l'altération et la négation.
Aristote définit l'être avant tout comme substance et de manière secondaire comme accidents de la substance (les autres catégories, qualité, quantité, relation, lieu, temps, disposition, possession…).
De fait, toute la pensée postérieure s'est efforcée de concilier l'affirmation héraclitéenne de l'éternel devenir avec la définition que Parménide donnait de l'être. Être, essence, accident : les Stoïciens distinguent ce qui existe (les Corps) du quelque chose (ti) en général (qui comprend donc aussi ce qui n'est pas, le vide, le temps et l'exprimable).
Dans l'interprétation latine d'Avicenne, l'être (ens, l'étant) est commun, univoque, entre l'être divin et l'étant créé. L'essence est indifférente à l'existence. L'essence de l’équinité est considérée comme ni existante ni non-existante, et l'existence est dès lors analysée comme un « accident de l'essence » (ce qui n'était pas le cas chez Aristote).
Thomas d'Aquin s'oppose à cette théorie de l'univocité de l'être, et rejette aussi une équivocité totale. Il introduit un moyen terme avec celui d'analogie. Il existe une analogie de proportionnalité (analogia entis) entre l'être de Dieu (car Dieu est l'Acte d'Être) et des substances créées qui reçoivent l'être. Mais il s'agit surtout d'une analogie de nomination. Par exemple, on peut dire que Dieu possède l'intelligence en ce qu'il possède au degré infini l'intelligence humaine. Les Thomistes comme Suárez étendront cette théorie de l'analogie à l'être tout entier en tant qu'analogie de l'être. Les « étants » seront tous hiérarchisés intrinsèquement vers l'Être ultime, sommet de l'analogie, qui est Dieu.
L'« analogie de l'être » issue de Thomas d'Aquin devient un principe structurel, repris par la scolastique tardive et le début de la philosophie moderne dans la forme contemporaine du Jésuite Erich Przywara et son œuvre Analogia entis. Ce n'est qu'au XVIIe siècle que naît le terme disciplinaire « ontologie » en tant que spécialité ou « metaphysica generalis ».
On parle d'« argument ontologique » selon une avancée dès le XIe siècle, par Anselme de Cantorbéry qui prétend prouver l'existence de Dieu à partir de son simple concept. Formulé de nombreuses fois au cours de l'histoire, sa forme la plus célèbre se retrouve dans les Méditations métaphysiques de Descartes (pourtant un auteur moderne), qui entend prouver l'existence de Dieu à partir de sa perfection principielle (si Dieu est parfait il doit, selon Descartes, avoir le prédicat existentiel).
Emmanuel Kant invente le terme « onto-théologie » pour désigner « la forme spéculative de théologie qui vise à déduire l'existence de Dieu de son simple concept ». Par là, Kant fait référence à la preuve ontologique. La Critique de la raison pure rejette les arguments onto-théologiques en considérant que l'existence n'est pas un prédicat qu'on ajouterait à un sujet (et dénonçant par là la confusion du prédicat catégorique et du prédicat existentiel), mais plutôt son affirmation. Pour Martin Heidegger, l'onto-théologie constitue un moment caractéristique du nihilisme, en ce qu'il réduit la question de Dieu à celle d'un étant (et non à celle de l'être en tant qu'être) - un étant suprême demeurant en effet un étant.

## L'ontologie comme question adressée à l'être de l'étant

### Les multiples significations de l'être
L'« être » se dit en de multiples acceptions, dit Aristote au début du quatrième livre de sa Métaphysique, il énumère en ce même passage, une liste de concepts dont chacun reçoit le nom d'étant d'une façon chaque fois différente. « Telle chose est dite un étant parce qu'elle est une substance, telle autre parce qu'elle est une propriété de la substance, telle autre encore parce qu'elle est un acheminement vers la substance, ou une corruption de la substance, ou une privation des formes substantielles, ou une qualité de la substance ou bien parce qu'elle est une cause efficiente ou génératrice soit d'une substance soit de ce qui est nommé relativement à une substance ou parce qu'elle est une négation de quelqu'une des qualités d'une substance ou de la substance elle-même » rapporte Franz Brentano,.

### L'impossibilité d'une science unitaire de l'être
Pierre Aubenque structure son gros volume consacré au problème de l'être chez Aristote autour de son échec à constituer une science « Une » de l'être (qu'il nomme philosophie première) autrement dit, à assurer un fondement sûr à sa Métaphysique. Si les multiples acceptions du mot être se disent relativement à un terme unique (pros hen), elles n'en font pas pour autant un genre ni un homonyme.

#### La question du fondement
En métaphysique, chez Aristote comme plus tard chez René Descartes, le rôle du fondement est joué par la « Substance ». Mais plus généralement, rechercher le fondement ou principe c'est s'interroger sur quoi repose ultimement les choses et donc, de proche en proche, remonter jusqu'à la cause première ou premier principe non causé. Dans l'ordre de la connaissance la recherche du fondement consiste à découvrir sur quoi (l'élément solide), l'on peut s'appuyer pour commencer à penser, ainsi de Descartes qui fonde tout son raisonnement sur le « cogito », ou Heidegger qui momentanément fit fond dans Être et Temps sur une « métaphysique du Dasein ». La Scolastique va user, en les reformulant des quatre causes aristotéliciennes (matérielle, formelle, finale, efficiente), pour induire à l'instar d'Aristote (avec nécessité d'un premier moteur), les quatre preuves de l'existence de Dieu.
Dans la brève période de l'« Idéalisme allemand », avec des penseurs d'envergure comme Emmanuel Kant, Fichte, Schelling, Hegel, se joue rien de moins que la « question de l'être », dans un Idéalisme qui se caractérise par une « volonté » ou une « revendication » de « Système »,,, qui le singularise dans l'histoire de la philosophie d'après un commentaire de Gilbert Gérard. Dans sa quête formelle, cette question du système va conférer à l'Idéalisme allemand son unité, par-dessus les différences de tempéraments de ces protagonistes. Des trois philosophes ce dernier commentateur considère le système hégélien comme le seul véritablement accompli.
Le Nihilisme et la Volonté de puissance de Nietzsche constituent selon Heidegger l'ultime forme du déploiement de la « métaphysique de la subjectivité » initiée par Descartes.
Martin Heidegger appellera « Ontologie fondamentale » ou « métaphysique du Dasein » sa propre tentative dans Être et Temps d'instauration d'un fondement plus solide à la métaphysique.

#### L'onto-théologie
Alors que pour Kant, qui l'aurait créé, le terme « onto-théologie » désigne simplement une forme spéculative qui vise à déduire l'existence de Dieu de son concept, il devient loi interne et historiale de l'être chez Martin Heidegger dans sa réinterprétation de l'histoire de la métaphysique, et ceci depuis l'origine grecque. En 1957, Heidegger prononce une conférence intitulée Constitution onto-théologique de la métaphysique dans laquelle « il fait ressortir le fait que toute métaphysique s'enquiert de la totalité des étants (dans leur être) et sous celui hiérarchique de l'ordre qui en détermine la raison » (c'est-à-dire Dieu, la cause première ou la causa sui, constituant l'étant suprême), même dans le cas où elle tourne formellement le dos à la théologie. Heidegger parle à propos de cette structure onto-théologique d'un trait « destinal » de toute pensée métaphysique.
En raison de sa structure « onto-théologique », la métaphysique, bien avant l'introduction du christianisme, serait depuis l'origine obnubilée par la question du fondement qui vise l'étant suprême, visée qui s'accompagne, selon Heidegger, de l'« oubli » de ce qui n'est ni un étant, ni l'étantité en soi, mais l'être en tant qu'être. La distinction entre l'être et l'étant se nomme « différence ontologique ».

#### L'analogie
Pour la Scolastique, qui a beaucoup investi ce concept, il était essentiel, en vue d'offrir, par son usage, d'envisager la possibilité d'un discours rationnel, sur l'« être suprême ». Il s'agissait d'établir solidement la métaphysique comme « science de l'être en tant qu'être », d'où le développement d'une science qui ne serait ni « univoque », ni « équivoque », à savoir« une science analogique, ou « analogie d'attribution » conçue comme le mode hiérarchique d'une participation graduelle des étants à l'être selon leur dignité ».

### Les traits constitutifs et permanents de l'ontologie métaphysique
Aux traits déjà répertoriés de la métaphysique tels que la nécessité d'un fondement, la révélation de sa structure systématique avec l'analogie et l'onto-théologie, Heidegger ajoute (découvre), l'oubli de l'être et son caractère destinal.

#### L'oubli de l'être
Depuis l'origine (au moins depuis Platon) la question en quête de l'être (de ses modalités), s'est substituée à la question du sens. La conséquence la plus immédiate de cet oubli, c'est la permanence, inquestionnée dans la métaphysique, d'un fonds de concepts ontologiques, qui court à travers toute l'histoire de la philosophie, concepts tels que l'« être », la « substance », le « mouvement », le « temps », la « Vie », le « Soi » au profit d'une fausse évidence, d'un dogmatisme latent.
Pour Heidegger, l'« oubli de l'être » commence avec la pensée de l'être comme « étant subsistant » et permanent dans la métaphysique grecque, qui se cristallise dans la Scolastique médiévale, pour être poussé à ses conséquences ultimes dans la science et la technique moderne. Dès lors, à la suite de sa longue méditation de Nietzsche, Heidegger va éprouver l'« oubli de l'être ».

#### Le caractère destinal de la métaphysique
« Sous le signe de la science positive et de son application technique, cet oubli se précipite vers son achèvement, ne laissant plus rien subsister à côté de lui qui puisse bénéficier d'un être plus authentique dans quelque monde réservé au « sacré » » écrit Hans-Georg Gadamer. Pour Heidegger, la métaphysique n'est plus seulement une discipline philosophique, mais devient une puissance historiale, en propre, [dans son essence] qui reflète un destin de l'être.
L'homme de la métaphysique n'a plus affaire à des « choses » (au sens de la conférence « Qu'est ce qu'une chose ? »), ni même à des objets, Gegenstand mais à tout ce qui dans une perspective utilitaire a vocation à entrer dans le fonds disponible, que Heidegger appelle Bestand. Or c'est tout l'étant y compris l'homme qui dans le monde moderne prend place en tant que « capital humain » dans l'horizon de l'utilité.
La « Technique » au sens du « Gestell » ou « Dispositif », tient l'homme en son pouvoir, il n'en est nullement le maître. L'homme moderne est requis par et pour le dévoilement commettant, qui le met en demeure de dévoiler le réel comme fonds.

## L'ontologie comme question adressée à l'Être comme tel

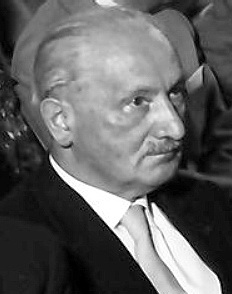
Heidegger en 1960.

« La démarche heideggérienne vise à délivrer l'ontologie de tout carcan métaphysique, dans une démarche phénoménologique en faisant droit à la question du sens de l'être puisé au fil de l'existence humaine, à la source du temps ».

### Retour au sens originaire de la question
La conviction que le « sens de l'être » a été oublié, s'origine chez Heidegger, dans l'idée que ce sens « de venue en présence » et non pas seulement de choses présentes, qui serait le sens véritable, a été initialement intensément éprouvé par les premiers poètes et penseurs grecs notamment Héraclite et Anaximandre (voir La Parole d'Anaximandre) et d'une manière explicite par Platon, « en l'éclat presque insoutenable, sa venue en présence dans toute la profusion qu'abrite ce vocable ».

### La métaphysique du Dasein
Dans Être et Temps, et jusque dans les toutes premières années 1930, remarque François Jaran, Heidegger est à la recherche « d'une conception plus radicale et plus universelle de l’essence de la transcendance qui va nécessairement de pair avec une élaboration plus originaire de l’idée d’ontologie et, par là, de la métaphysique », tirée de Essence du fondement. Dans cette brève période, il s'agit de se saisir de l’être à partir de l’essence métaphysique du Dasein comprise comme transcendance. La métaphysique n'y est plus abordée comme une branche de la philosophie, mais « comme événement dans l’existence humaine, comme quelque chose de propre et d’essentiel à la nature de l’homme ». Heidegger semble y redécouvrir le thème kantien d'une « metaphysica naturalis » qu'il va tenir pour la véritable métaphysique.

### Achèvement et dépassement de la métaphysique
Le thème de l'achèvement occupera après Être et Temps, une place cardinale dans la pensée heideggerienne de l'histoire. Elle sert de pivot pour interpréter le passage de l'ère dominée par la métaphysique à l'époque où elle s'efface comme doctrine mais en pleine réalisation concrète de ses principes, à savoir l'époque de la Technique, à l'exemple du projet nietzschéen de « renversement du platonisme ». Ainsi dans les notes rassemblées sous le titre « dépassement de la métaphysique » des essais et conférences, Heidegger dit explicitement que la métaphysique est achevée parce qu'elle a fait le tour de ses possibilités. À ce sujet, remarque Michel Haar, si l'époque de la technique en est l'ultime forme, « nous ignorons encore ce que nous réserve l'achèvement de la métaphysique et nous ne pouvons à peine imaginer ce qu'inventera la domination inconditionnée ou la mobilisation totale […] qui ne font que commencer ».

### Au-delà de la métaphysique, un autre commencement
Quant à l'idée d'« un autre commencement », il ne faut pas l'entendre en un sens chronologique où un « commencement » succéderait à un « autre commencement », dans un enchaînement causal, car il ne fait signe vers aucune philosophie de l'histoire, ni sur l'idée d'un progrès de l'humanité ou celle d'un déclin, tout ceci appartient en propre à la métaphysique et à son besoin de « calculabilité ». L'autre commencement prétend, par-dessus la métaphysique, reprendre source directement à l'origine, à l'écoute de la dynamique cachée de l'histoire de l'« être ». Il s'agit, de se retourner pour retrouver à travers la « Répétition », le point inaugural d'un autre chemin possible de la pensée, d'un « autre commencement ».« Le premier commencement qu'est la métaphysique n'est pas une « cause », qui à un moment donné de l'histoire, aurait l'autre commencement de la pensée pour « effet », elle est une origine, en allemand une Ursprung , qui demande à devenir plus « originaire » », écrit Martina Roesner.

## Autres ontologies

### L'époque des «Visions du monde»
Dans les années 1920 et 1930 un thème dominait, en Allemagne comme en France, orchestrée par Karl Jaspers Psychologie der Weltanschuungen, la scène intellectuelle : celui de la « Vision du monde » ou Weltanschauung qui prétendait « déterminer aussi bien subjectivement comme vécu, ou objectivement en tant que monde ayant reçu une configuration réelle » écrit Jean Greisch. Certains, comme Edmund Husserl et Martin Heidegger, se sont opposés à cette réduction ; « la philosophie en tant qu'ontologie, prend l'être pour unique et véritable thème directeur ce qui l'oblige à exclure « la Vision du monde » de son domaine ».

### L'ontologie dialectique de Lavelle
Au début du XXe siècle, un métaphysicien français relance le problème de l'être repoussé par l'université. Louis Lavelle développe à partir de 1912, une ontologie de la présence totale de l'Être conçu comme Acte, c'est-à-dire comme une liberté pure. Dans son activité réflexive, la conscience humaine découvre son centre opératoire qui est son acte d'être et derechef un Acte qui la dépasse et auquel elle participe : c'est l'intuition participative de l'Être « partout présent tout entier » en chaque point de l'univers.
L'Être lavellien ne doit pas être compris comme un étant mais comme la totalité à partir de laquelle tout étant prend son sens. Par conséquent, Lavelle échappe à la critique heideggerienne de l'oubli de l'Être. On peut comprendre la présence totale comme un mille-feuille qui ne cesse d'être approfondi par l'activité réflexive. L'Être, au départ vague et indéterminé, doit être participé et se présente comme un horizon que l'on ne peut pas perdre de vue sans s'annuler soi-même.
À l'aide d'une méthode que Lavelle dénomme dialectique réflexive, il ne cessera d'analyser notre relation à l'Être d'abord à travers l'analyse déductive du sensible, puis dans sa grande Dialectique de l'éternel présent (1928-1951). Le deuxième volume de cette dialectique, De l'acte (1937), est la synthèse majeure de Lavelle.

### Ontologie analytique
Jeremy Bentham dans son Of Ontology propose d'analyser ce qui existe en appliquant le Rasoir d'Ockham et de réduire certaines entités à des fictions logiques qui n'existent que de manière secondaire (de même qu'une addition n'est pas une entité supplémentaire au-dessus de ses membres). Ce projet logique de parcimonie et de paraphrase (de retraduction logique) a joué un rôle important dans l'ontologie de la philosophie analytique.
Bertrand Russell a commencé par une ontologie proche de la Théorie des objets de Alexius Meinong et il admet au départ toute entité, les universels, les ensembles et même les entités possibles. Puis il développe une méthode de paraphrase (cf. sa théorie des descriptions) pour ne maintenir que deux types d'entités, les particuliers (qui peuvent s'analyser comme événements et non pas comme objets) et les universaux (Russell est toujours resté opposé au nominalisme de la tradition de l'empirisme). Par la suite, il réduit même les événements particuliers à des « faisceaux » de qualités et n'admet plus que ces qualités.
Willard Van Orman Quine dans son article « On what there is » a repris le terme d'ontologie pour désigner ce qui existe selon une théorie (on peut ainsi parler de l'ontologie du calcul des probabilités ou de l'ontologie de la théologie). Il formule un critère logique pour préciser ce qu'une théorie affirme comme existant et ce dont elle parle sans vouloir impliquer que cela existe.
Ce critère d'engagement ontologique est la quantification en logique (au sens de la théorie des quantificateurs en logique). « Être c'est être la valeur d'une variable liée ». Si une théorie quantifie sur des entités (en logique, dit qu'il est vrai pour quelques entités ou toute entité), la théorie affirme leur existence. Si une théorie peut réellement trouver une construction logique pour éviter cette quantification, la théorie n'affirme rien.
Cela a plusieurs conséquences générales. La logique du premier ordre ne quantifie que sur des individus et pas sur les propriétés mais une logique du second ordre serait engagée à un réalisme des propriétés et ensuite à des problèmes d'identité de ces propriétés. La logique modale sous sa forme quantifiée affirme l'existence de mondes et d'individus possibles.

### L'anarchisme ontologique d'Hakim Bey
Dans L'Art du Chaos d'Hakim Bey, l'auteur consacre une partie à une description de l'anarchisme ontologique, qui est en fait une doctrine issue de la tradition de l'anarchisme individualiste prônée par Max Stirner. Il s'agit d'un constat, qui partant de l'échec du langage, tord le cou aux doctrines et prône de toutes les abandonner, en combattant les fantômes de Stirner, tel que l'État, la Patrie et l'Anarchie en tant qu'abstraction, pour en faire un chaos guidé par l'Amour Fou et une passion effrénée pour la Vie.

### L'ontologie de Cornelius Castoriadis
Castoriadis s’appuie sur une connaissance approfondie de l’héritage philosophique occidental et intègre dans sa réflexion les acquis les plus récents. L’ontologie de Castoriadis se présente sous la forme de deux affirmations complémentaires :
1. Le monde se prête indéfiniment à des organisations « ensidiques »[N 12]. Traduite en langage courant, cette expression renvoie à un univers qu’on pourrait appeler cartésien, où chaque objet peut être identifié et classifié en termes « clairs et distincts », et où les relations entre les objets ou classes d’objets relèvent de la pure logique. C’est typiquement l’univers que prend en charge l’entreprise scientifique ;
2. Le monde n’est pas épuisable par ces organisations. On laisse toujours échapper quelque chose du réel si on se borne à une appréhension de type ensidique. Il existe dans tous les domaines du réel une première strate ou strate naturelle qui se plie à des organisations ensidiques, mais une autre strate sous-jacente, partout présente, reste insaisissable en termes de logique ensidique. Cette strate que Castoriadis désigne souvent par les termes de chaos, abîme, ou sans-fond est en même temps le siège de la puissance créatrice immanente à ce qui est. Création, sous la plume et dans l’esprit de Castoriadis, ne signifie pas que quelque chose est produit à partir de rien. Telle qu’il l’entend, elle signifie apparition au cours du temps de nouveaux modes d’être tels que la vie d’abord et l’être-homme ensuite.

### L'ontologie de Mario Bunge
Mario Bunge décrit l'ontologie nécessaire à son Traité de philosophie fondamentale dans ses tomes 3 L'agencement du monde et 4 Un monde de systèmes. 
Élargissement et utilisation
En vue d'une utilisation dans les Technologies de l'information (TI), et sur la base de deux tomes du Treatise on basic philosophy (1977, 1979), une ontologie "nommée" BWW (Bunge-Wand-Weber) a été développée. Elle soutient que le monde est constitué de choses -individus substantiels- qui possèdent des propriétés. Ces choses peuvent interagir entre elles, former des composites conduisant aux éventuelles pertes et acquisitions de propriétés. Les propriétés ne sont pas directement accessibles aux humains observateurs ; aussi, ces derniers octroient aux choses des attributs et propriétés plus ou moins proches, exactes, complètes des propriétés sous-jacentes. Elle contient les objets suivants : chose, propriété, attribut, schéma fonctionnel, état, loi, espace d'état, événement, histoire, couplage, système, classe, genre,...
Cette ontologie BWW méritait d'être actualisée suite aux travaux de Mario Bunge depuis 1977...
Une ontologie BSO (Bunge's Systemist Ontology) est en cours d'élaboration pour tenir compte des évolutions de la pensée de Bunge , . Notamment le fait que Bunge déclare que la réalité est constituée de systèmes... Le terme <chose> est connoté et inopérant pour certaines "entités existantes" (force, champ, onde-particule,...).  D'autre part, il n'y a pas d'entités simples, sans structure..